# 의영고
의영고(義盈庫)는 조선시대 궁중에서 사용하는 기름, 꿀, 황랍(黃蠟), 소물(素物), 후추 등의 물품의 관리를 맡던 관청이다. 1392년 7월 설치되어 1882년 폐지되었다. 과잉 징수나 남용 등 폐단이 많기도 했다. 고려 시대 충렬왕 34년(1308년)에 두었던 기록도 있다. 관직은 영,주부,직장,봉사가 있었다.